# 과립 세포
과립 세포(영어: granule cell)라는 이름은 공통된 특징은 모두 매우 작은 세포체를 가지고 있다는 것뿐인 다양한 유형의 뉴런에 사용되었다. 과립 세포는 소뇌의 과립층, 해마의 치아 이랑(dentate gyrus), 등쪽 달팽이관 핵(dorsal cochlear nucleus)의 표면층, 후각 망울(olfactory bulb) 및 대뇌 피질 내에서 발견된다.

## 같이 보기
- 새겉질
- 알파 운동 뉴런
- 토리곁 세포(granular cell. 신장에 위치.)
- 과립구(granulocyte)

1. ↑  대한의협 의학용어 사전 https://www.kmle.co.kr/search.php?Search=granule+cell&EbookTerminology=YES&DictAll=YES&DictAbbreviationAll=YES&DictDefAll=YES&DictNownuri=YES&DictWordNet=YES